# نیسان اسکای‌لاین
نیسان اسکای‌لاین (انگلیسی: Nissan Skyline) در سال ۱۹۵۵ برای اولین بار توسط شرکت پرینس (prince) معرفی شد و از سال ۱۹۶۶ بعد از ادغام نیسان و پرینس تحت نام کمپانی نیسان به بازار عرضه شد.

این خودرو که از زمان عرضه تا هم اکنون نماد قدرت و سرعت برای خودروهای ژاپنی بوده توسط آقای شینیچیرو ساکورای طراحی و مهندسی شده‌است. نکته ی جالب در مورد آقای ساکورای این است که او تا زمان مرگش در سال ۲۰۱۱ رئیس بخش طراحی و تولید اسکای‌لاین بوده‌است.

## نگارخانه

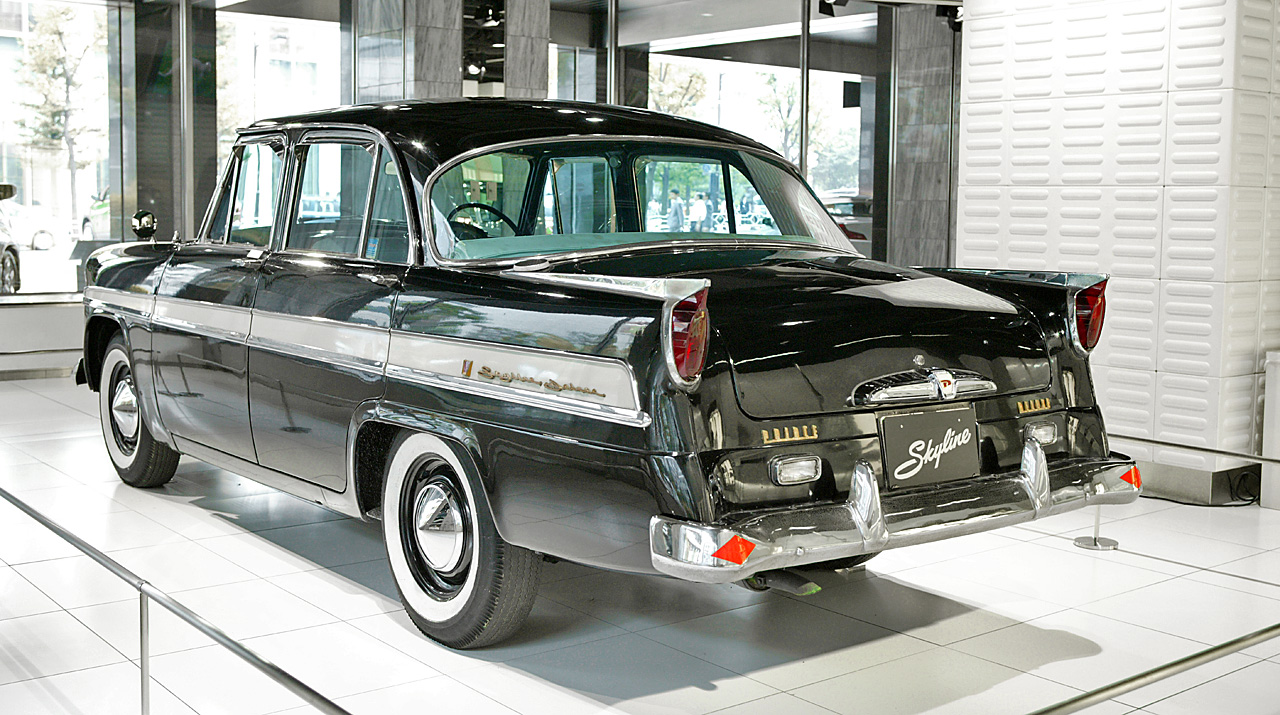
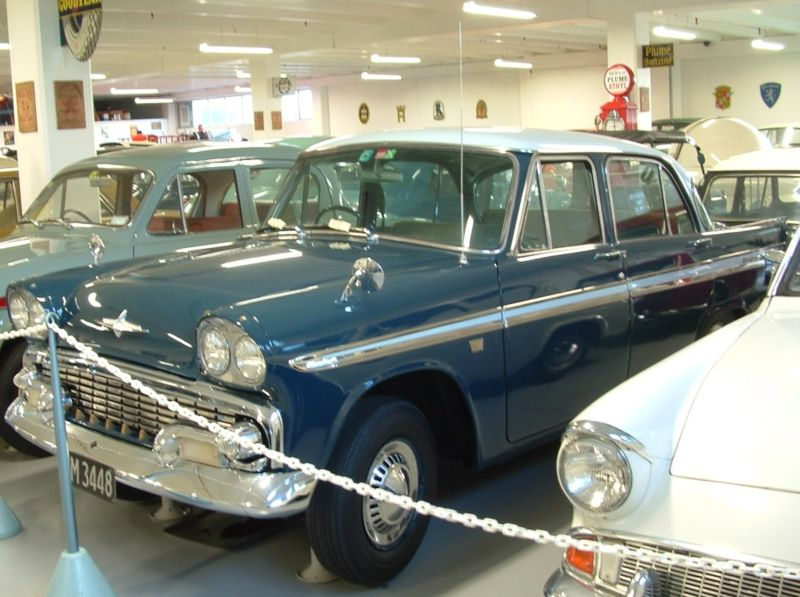
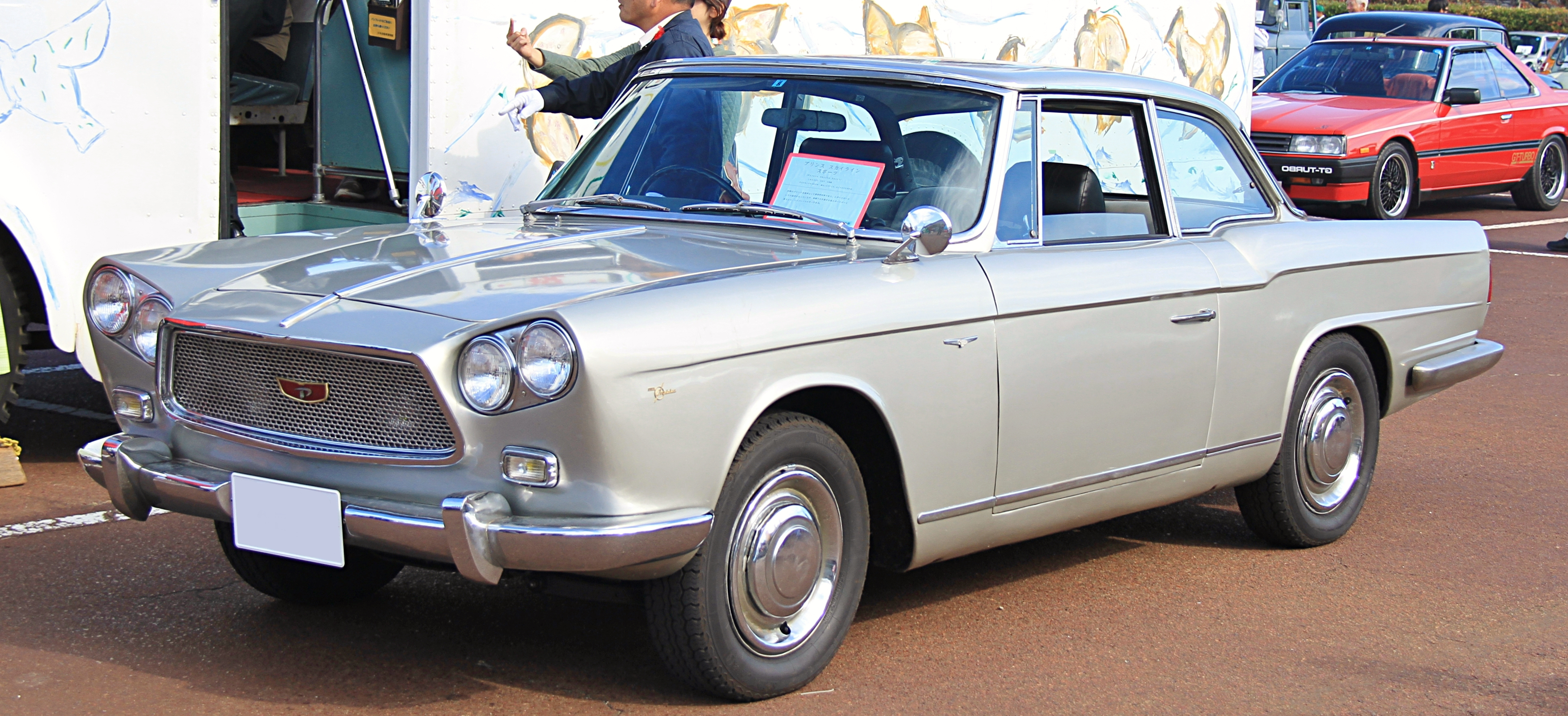
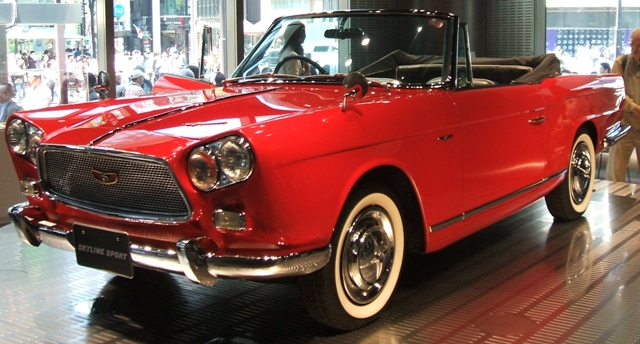